# Carlos César dos Santos
Carlos César dos Santos detto Césinha (San Paolo, 12 marzo 1980) è un ex calciatore brasiliano, di ruolo centrocampista.